# Terry Pollard
Terry Jean Pollard (Detroit, 15 de agosto de 1931; New York, 16 de diciembre de 2009) fue una pianista y vibrafonista de jazz que fue descrita como "una artista excepcional inexplicablemente infravalorada."
Terry Pollard comenzó su carrera profesional en Detroit a la edad de 16 años grabando con  Billy Mitchell en 1948. También colaboró con Johnny Hill (1948-1949) y el Emmitt Slay Trio (1950-1952), justamente colaborando con Mitchell en el  Bakers Keyboard Lounge es descubierta por el vibrafonista Terry Gibbs, quien asombrado por la técnica de Terry le preguntó para ser parte de su grupo en su gira por Norteamérica, ella aceptó y fue componente del cuarteto de 1953 a 1960 tocando el piano y como segunda vibrafonista, apareciendo con el grupo en el famoso Tonight Show  de la televisión americana NBC presentado entonces por Steve Allen y grabando un total de cinco álbumes.
Durante su estancia con Gibbs le fue ofrecido un contrato discográfico grabando su único disco llamado "Terry Pollard Quintet" (1955, Bethlehem Records). En 1956 Downbeat Magazine le concede el New Artist Award y la apoda como la reina del vibráfono,
En este periodo toca con artistas como John Coltrane, Charlie Parker, Miles Davis, Chet Baker, Nat King Cole, Dinah Washington, Duke Ellington y Ella Fitzgerald.
En 1960 cansada de sufrir el racismo de la sociedad decide volver a Detroit y formar una familia, trabajando por el día y tocando solo localmente con su trío y actuando con artistas como Bert Myrick, Earl Klugh, Diana Ross y el trío femenino de éxito The Supremes. En 1979 un ataque la dejó parcialmente paralítica, lo que le impidió volver a tocar, y falleció en 2009 por insuficiencia renal.  Ella fue incluida en el Michigan Jazz Hall of Fame.

## Discografía
- Terry Pollard Quintet (Bethlehem, 1955)
- Terry Pollard And Her Septet: Cats vs. Chicks (A Jazz Battle Of The Sexes) (album shared with Clark Terry, 1954)

Con Terry Gibbs
- Terry (Brunswick, 1954 [1955])
- Terry Gibbs [AKA Terry Gibbs Quartet Featuring Terry Pollard] (EmArcy 1955)
- Mallets-A-Plenty (EmArcy 1956)
- Swingin' with Terry Gibbs and His Orchestra (EmArcy, 1957)

ConYusef Lateef
- Lateef at Cranbrook (Argo, 1958)
- The Dreamer (Savoy, 1959)
- The Fabric of Jazz (Savoy, 1959)
- Angel Eyes, (Savoy Jazz, 1979) 2LP reissue of The Dreamer and The Fabric of Jazz
- Beautiful Flowers (Savoy Jazz, 2005) CD compilation of Savoy tracks
- At Cranbrook and Elsewhere (2009)

Con Dorothy Ashby
- Soft Winds (Jazzland, 1961)

Con Don Fagerquist
- Portrait of a Great Jazz Artist (2005)[5]